# Molophilus tridens
Molophilus tridens är en tvåvingeart som beskrevs av Alexander 1952. Molophilus tridens ingår i släktet Molophilus och familjen småharkrankar. Inga underarter finns listade i Catalogue of Life.